# 阿克提坎墩乡
阿克提坎墩乡，是中华人民共和国新疆维吾尔自治区巴音郭楞蒙古自治州且末县下辖的一个乡镇级行政单位。

## 行政区划
阿克提坎墩乡下辖以下地区：
阿克提坎墩村、伊斯克吾塔克村、托格拉克艾格勒村、色格孜勒克希庞村和恰瓦勒墩管委会村。